# العلاقات الإندونيسية العمانية
العلاقات الإندونيسية العمانية هي العلاقات الثنائية التي تجمع بين إندونيسيا وسلطنة عمان.

## مقارنة بين البلدين
هذه مقارنة عامة ومرجعية للدولتين:
| وجه المقارنة                                              | إندونيسيا         | سلطنة عمان    |
| --------------------------------------------------------- | ----------------- | ------------- |
| المساحة (كم2)                                             | 1.90 مليون        | 309.50 ألف    |
| عدد السكان (نسمة)                                         | 263.99 مليون      | 4.64 مليون    |
| الكثافة السكانية (ن./كم²)                                 | 138.94            | 14.99         |
| العاصمة                                                   | جاكرتا            | مسقط          |
| اللغة الرسمية                                             | اللغة الإندونيسية | اللغة العربية |
| العملة                                                    | روبية إندونيسية   | ريال عماني    |
| الناتج المحلي الإجمالي (بليون دولار)                      | 1.02 تريليون      | 72.64 مليار   |
| الناتج المحلي الإجمالي (تعادل القوة الشرائية) بليون دولار | 2.85 تريليون      | 179.49 مليار  |
| الناتج المحلي الإجمالي الاسمي للفرد دولار أمريكي          | 3.35 ألف          | 15.55 ألف     |
| الناتج المحلي الإجمالي للفرد دولار أمريكي                 | 10.52 ألف         | 38.63 ألف     |
| مؤشر التنمية البشرية                                      | 0.684             | 0.793         |
| رمز المكالمات الدولي                                      | +62               | +968          |
| رمز الإنترنت                                              | .id               | عمان          |
| المنطقة الزمنية                                           |                   | ت ع م+04:00   |

## منظمات دولية مشتركة
يشترك البلدان في عضوية مجموعة من المنظمات الدولية، منها:
| علم المنظمة | اسم المنظمة                               | تاريخ انضمام إندونيسيا | تاريخ انضمام سلطنة عمان |
| ----------- | ----------------------------------------- | ---------------------- | ----------------------- |
|             | مؤسسة التنمية الدولية                     | 20 أغسطس 1968          | 1973                    |
|             | يونسكو                                    | 27 مايو 1950           | 10 فبراير 1972          |
|             | وكالة ضمان الاستثمار متعدد الأطراف        | 12 أبريل 1988          | 1989                    |
|             | الأمم المتحدة                             | 28 سبتمبر 1950         | 7 أكتوبر 1971           |
|             | الفريق المعني برصد الأرض                  | ?                      | ?                       |
|             | الاتحاد البريدي العالمي                   | ?                      | ?                       |
|             | البنك الدولي للإنشاء والتعمير             | 13 أبريل 1967          | 1971                    |
|             | المنظمة الهيدروغرافية الدولية             | ?                      | ?                       |
|             | منظمة التعاون الإسلامي                    | ?                      | 1970                    |
|             | منظمة حظر الأسلحة الكيميائية              | ?                      | ?                       |
|             | الاتحاد الدولي للاتصالات                  | 1949                   | 28 أبريل 1972           |
|             | مؤسسة التمويل الدولية                     | 23 أبريل 1968          | 1973                    |
|             | المركز الدولي لتسوية المنازعات الاستشارية | 28 أكتوبر 1968         | 1995                    |
|             | منظمة التجارة العالمية                    | ?                      | 2000                    |
|             | منظمة الشرطة الجنائية الدولية             | 5 أكتوبر 1954          | ?                       |

## وصلات خارجية
- موقع وزارة الخارجية الإندونيسية
- موقع وزارة الخارجية العمانية